# Gaetano Di Maso
Gaetano Di Maso (Napoli, 9 marzo 1945) è un ex tennista italiano.

## Carriera
Nato a Napoli, Di Maso ha partecipato al tour internazionale negli anni '60 e ha giocato nella squadra italiana di Coppa Davis.
Durante la sua carriera ha partecipato a un totale di due partite di Coppa Davis, entrambe nel 1966, come compagno di doppio di Giordano Maioli contro Unione Sovietica e Sud Africa. Ha giocato al secondo turno del Roland Garros in tre occasioni.